# Ait Saghrouchen
Ait Saghrouchen (en àrab آيت سغروشن, Āyt Saḡrūxn; en amazic ⴰⵢⵜ ⵙⵖⵕⵓⵛⵛⵏ) és una comuna rural de la província de Taza, a la regió de Fes-Meknès, al Marroc. Segons el cens de 2014 tenia una població total de 16.085 persones.